# Gabriel Calderón
Gabriel Humberto Calderón (ur. 7 lutego 1960 w Rawson, Patagonia) – argentyński piłkarz i trener piłkarski. Podczas kariery występował na pozycji pomocnika lub napastnika. Jako zawodnik grał m.in. w Paris Saint-Germain, z którym zdobył wicemistrzostwo Francji, Betisie Sewilla oraz klubach szwajcarskich. Z reprezentacją Argentyny brał udział w Mundialach 1982 oraz 1990, na którym podopieczni Carlosa Bilardo doszli do finału. Po zakończeniu kariery piłkarskiej Calderón pracował jako komentator sportowy, a niedługo potem rozpoczął pracę szkoleniową. W latach 2004–2005 był selekcjonerem reprezentacji Arabii Saudyjskiej, z którą wywalczył awans do Mundialu 2006. Od kwietnia 2007 do stycznia 2008 roku był trenerem kadry Omanu.

## Kariera piłkarska
Był cenionym pomocnikiem i napastnikiem. Z reprezentacją Argentyny dwukrotnie uczestniczył w finałach mistrzostw świata, ale zarówno na Mundialu 1982, jak i 1990 najczęściej nie mieścił się w pierwszej jedenastce. Łącznie na obu turniejach rozegrał 486 minut. Występował w klubach argentyńskich, hiszpańskich i francuskich. Piłkarską karierę zakończył w wieku trzydziestu czterech lat w Szwajcarii.

## Sukcesy piłkarskie
- mistrzostwo świata U-21 1979 z młodzieżową reprezentacją Argentyny
- finał Mundialu 1990 oraz druga runda Mundialu 1982 z reprezentacją Argentyny
- wicemistrzostwo Francji 1989 z PSG
- mistrzostwo Szwajcarii 1992 z FC Sion

## Kariera szkoleniowa
Po zakończeniu kariery sportowej pracował jako komentator w telewizji. Od 1997 roku przez trzy lata bez sukcesów prowadził SM Caen, a w sezonie 2002-2003 – Lausanne-Sports.
W 2004 roku został selekcjonerem reprezentacji Arabii Saudyjskiej, z którą wywalczył awans do Mundialu 2006. W grudniu 2005 roku został niespodziewanie zastąpiony przez Brazylijczyka Marcosa Paquetę. W 2007 roku poprowadził reprezentację Omanu w Pucharze Azji. W latach 2008–2010 był trenerem saudyjskiego Al-Ittihad.

## Sukcesy szkoleniowe
- awans do Mundialu 2006 z reprezentacją Arabii Saudyjskiej